# IC 3357
IC 3357 ist eine Spiralgalaxie im Sternbild Jungfrau nördlich der Ekliptik. Sie ist schätzungsweise 626 Millionen Lichtjahre von der Milchstraße entfernt und hat einen Durchmesser von etwa 75.000 Lichtjahren. Unter der Katalognummer VVC 946 wird sie als Mitglied des Virgo-Galaxienhaufens gelistet, ist dafür jedoch zu weit entfernt.

Im selben Himmelsareal befinden sich u. a. die Galaxien NGC 4417, NGC 4442, IC 3328, IC 3374.
Das Objekt wurde am 7. Mai 1904 vom US-amerikanischen Astronomen Royal Harwood Frost entdeckt.